# Овчари
Овча́ри (болг. Овчари) — село в Кирджалійській області Болгарії. Входить до складу общини Крумовград.

## Населення
За даними перепису населення 2011 року у селі проживали 142 особи, з них 141 особа (99,3%) — турки.
Розподіл населення за віком у 2011 році:
Динаміка населення: